# 荒井誠一郎
荒井 誠一郎（あらい せいいちろう、1889年〈明治22年〉9月3日 - 1983年〈昭和58年〉7月8日）は、戦前日本の大蔵官僚。専売局長官、会計検査院長。

## 経歴
新潟県出身。旧高田藩下士・荒井善五郎の二男として生まれた。開成中学校、第一高等学校を卒業。 1914年（大正3年）7月、東京帝国大学法科大学法律学科（英法）を卒業し恩賜の銀時計を受領。大蔵省に入省し税務監督局属兼大蔵属に任官し東京税務監督局参事官付に配属。1914年11月、文官高等試験行政科試験に合格した。
以後、淀橋税務署長、主計局司計課長、大臣官房文書課長、大臣官房秘書課長、理財局国債課長、名古屋税務監督局長、東京税務監督局長、預金部長、銀行局長などを歴任。1936年（昭和11年）3月、専売局長官に就任し、1940年（昭和15年）2月まで在任し退官。
1940年2月、日本勧業銀行理事に就任。同年12月、日本興業銀行副総裁に転じ、1945年（昭和20年）12月まで在任。1946年（昭和21年）6月、会計検査院長に就任し、1947年（昭和22年）8月まで務めた。
1963年（昭和38年）6月、弁護士登録を行った。

## 親族
- 妻 荒井梅（植村甲午郎の妹）[1]